# خان رستم باشا (أرضروم)
خان رستم باشا هو خان تاريخي يعود إلى عصر 1561، ويقع في أرضروم.